# Vlčí hřeben
Der Vlčí hřeben (deutsch Wolfskamm) ist der südliche Gratausläufer des Berges Lysá hora (deutsch Kahler Berg) im westlichen Teil des Riesengebirges. Der lang gestreckte Kamm erreicht im Vlčí hřeben „S“ genannten Gipfel mit 1140 Metern seine größte Höhe.

## Lage
Die Aneinanderreihung vieler kleiner Gipfel zieht sich in südlicher Richtung auf einer Länge von etwa 2,9 Kilometern bis zu einem Sattel beim Weiler Rezek (880 m) und von dort nochmals circa 2,3 Kilometer bis zur Erhebung Kobyla (deutsch Kabila) (896 m, 50° 41′ 22,6″ N, 15° 30′ 0,2″ O), die bei Vítkovice (deutsch Witkowitz) den Abschluss bildet. Weitere nahe gelegene Ortschaften sind Horní und Dolní Mísečky (Obere und Untere Schüsselbauden) unterhalb des Osthangs sowie das westlich liegende Rokytnice nad Jizerou (deutsch Rochlitz an der Iser).
Entsprechend der Klassifizierung für Haupt- und Nebengipfel besitzt der Wolfskamm insgesamt drei Gipfel, die alle keinen eigenen Namen tragen.
- Der bereits Genannte, mit dem Buchstaben „S“ ist der nördlichste und steilste. Er liegt etwas über 2,3 Kilometer südlich des Lysá hora und hat die Koordinaten 50° 43′ 56″ N, 15° 30′ 37″ O.
- Ganz ohne zusätzlichen Buchstaben kommt der mittlere Gipfel aus. Vom 16 Meter höheren Nordgipfel trennt ihn eine Strecke von ungefähr 610 Meter. Seine Koordinaten liegen bei 50° 43′ 38″ N, 15° 30′ 24″ O. Das Gelände ist flach und ohne markant aufragende Felsen.
- Rund einen halben Kilometer weiter im Süden liegt der letzte der drei Gipfel des Wolfskamms, der eine Höhe von über 1100 Metern erreicht. Der Südgipfel ist mit einem „J“ gekennzeichnet. Auf der 1119 Meter hohen, ebenfalls flach und einförmig wirkenden Ebene ist zur Vermessung ein geodätischer Punkt angebracht. Die geografische Breite und Länge ist mit 50° 43′ 23″ N, 15° 30′ 25″ O angegeben.[1]

## Hydrologie
Die Hänge des Bergrückens sind relativ dicht bewaldet, daher kann das Wasser im Boden auch besser gehalten werden, als dies beispielsweise beim Kozí hřbety (deutsch Ziegenrücken) der Fall ist. Dementsprechend sind die Niederschlagsmengen, die von hier in die benachbarten Täler abfließen geringer. Der Osthang entwässert in den Kozelský potok (deutsch Koschelbach), der in die Jizerka fließt. Diese „Kleine Iser“ – so der deutsche Name – ist ein linker Nebenfluss der Jizera (deutsch Iser), die auch das Wasser des Westhangs im Huťský potok (deutsch Hüttenbach) aufnimmt. Die Iser ist ein großer Zufluss zur Elbe und damit gehören alle genannten Gewässer zum Flusssystem Elbe → Nordsee.

## Flora, Fauna und Naturschutz
Der Berg liegt in der III. Schutzzone des Nationalparkes Riesengebirge. Im Gegensatz zu der I. und II. Zone ist es erlaubt, die markierten Wanderwege zu verlassen. Der gesamte Bergrücken und die Hänge sind bis auf wenige Ausnahmen, wie z. B. einen schmalen Streifen zwischen dem nördlichen und mittleren Gipfel von dichtem Fichtenwald bedeckt. Hier leben Fichtenkreuzschnabel, Raufußkauz und einige Spechtarten. In niedrigen Lagen wachsen Buchen und andere Laubbäume; an freien Stellen gedeihen seltene Pflanzen wie Arnika, Enzian und Anemone.

## Loipen, Wander- und Radwege
Der einfachste Weg motorisiert oder auf dem Fahrrad hinauf zum Gipfelgrat folgt zunächst der 1902 erbauten Straße Nr. 294
, die aus dem Rochlitzer Stadtteil Františkov (deutsch Franzental) kommend zum Pass bei Rezek führt und von hier wieder hinunter nach Vítkovice geht. Rezek, das früher den Namen Jerusalem trug und von protestantischen Flüchtlingen nach der Schlacht am Weißen Berg gegründet wurde, besteht nur aus wenigen Einödhöfen und einer Gaststätte. Die kleine Siedlung gilt als günstiger Ausgangspunkt für die Routen von Wanderern, Radfahrern und im Winter, wenn die meisten Wanderwege als Loipen gespurt sind, für die Touren der Skilangläufer.
▬ – Grün gekennzeichnet verläuft ein Fußweg aus Richtung Rochlitz parallel zur Straße, die Teil der Cyklotrasa (deutsch Radweg) KČT Nr. 22 ist. In Rezek kreuzt ihn ebenfalls grün markiert die KRNAP‑Radroute Nr. 8.
Der nördliche Teil dieser Trasse, der auch den Namen „Exkursionsweg“ trägt, führt unterhalb des Rezeker Hausbergs, dem Preislerův kopec (deutsch Gabelberg, 1035 Meter) am Osthang des Wolfskamms zum Pass Sedlo pod Dvoračkami (kurz Sedlo, übersetzt Sattel unter der Hofbaude) unterhalb des Nordgipfels, wo der Radweg in Nähe des Wasserfalls Kozelský vodopád (deutsch Koschelfall) in die weiterhin grün beschilderte KRNAP‑Radroute Nr. 1A übergeht. Weiter auf diesem Weg gelangt man an die berühmte Bergbaude Dvoračky (deutsch Rochlitzer Hofbaude).
In südlicher Richtung laufen Radweg und Passstraße noch ein kurzes Stück nebeneinanderher, bevor knapp 900 Meter hinter dem Ortsrand von Rezek die Straße nach links abbiegt, um mit einer Kehre in das 100 Meter tiefer gelegene Vítkovice zu führen. Die Fahrradroute behält dagegen die Höhe, die sie erst am Ende des Kamms am Berg Kobyla verlässt und talabwärts nach Jestřabí v Krkonoších leitet.
▬ – Gelb beschildert zweigt an der Bushaltestelle Pod Vlčím hřebenem (übersetzt Unterm Wolfskamm) eine alternative Wegstrecke mit dem Namen Vlčí cesta vom grün markierten Weg ab und führt am Westhang des Wolfskamms entlang ebenfalls über den Sedlo zur Dvoračky genannten Berghütte. Dieser Weg ist weniger beschwerlich als die „östliche“ Variante und bietet schöne Ausblicke auf Rokytnice.
Zwei weitere Wanderwege führen von Rokytno (deutsch Sahlenbach), einem Teilort von Rochlitz ebenfalls zu dem 1025 Meter hoch gelegenen Pass unter der Hofbaude.
▬ – Blau markiert zieht ein wild-romantischer Weg durch das Tal des Hüttenbachs, der nach der ersten Glashütte in Rokytnice aus dem Jahr 1562 benannt ist. Es geht vorbei am Huťský vodopád (deutsch Hüttenbachfall) einem Wasserfall, der in Kaskaden eine Gesamthöhe von 20 Metern herabstürzt und der Rodung der Huťská bouda, bevor der Sedlo Pass erreicht wird.
▬ – Rot ausgewiesen ist der Weg mit dem Namen Jablonecká cesta auf halber Höhe zwischen den Wegen mit gelben bzw. blauen Wegzeichen. Besonders im Winter, wenn er als Loipe genutzt wird, ist er eine Ausweichmöglichkeit, wenn der Anstieg zum Sedlo vom tiefer gelegenen Weg im Tal gesperrt ist.
In manchen Wanderkarten ist ein weiterer nicht offizieller Weg dicht unterhalb des Grats eingezeichnet, wird hier aber aus Naturschutzgründen nicht näher beschrieben.

## Bilder aus der Umgebung

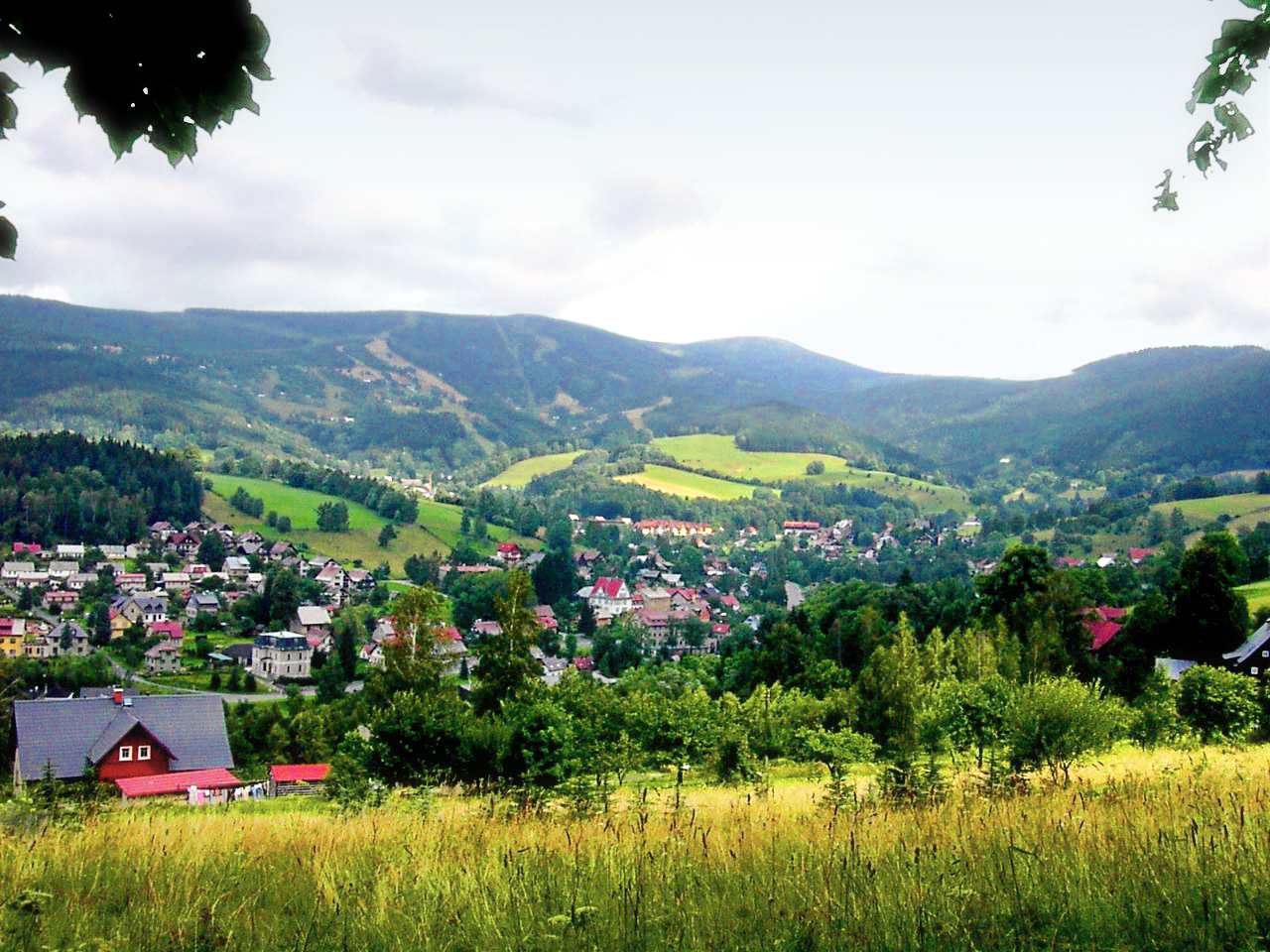
Blick auf Horní Rokytnice 1)
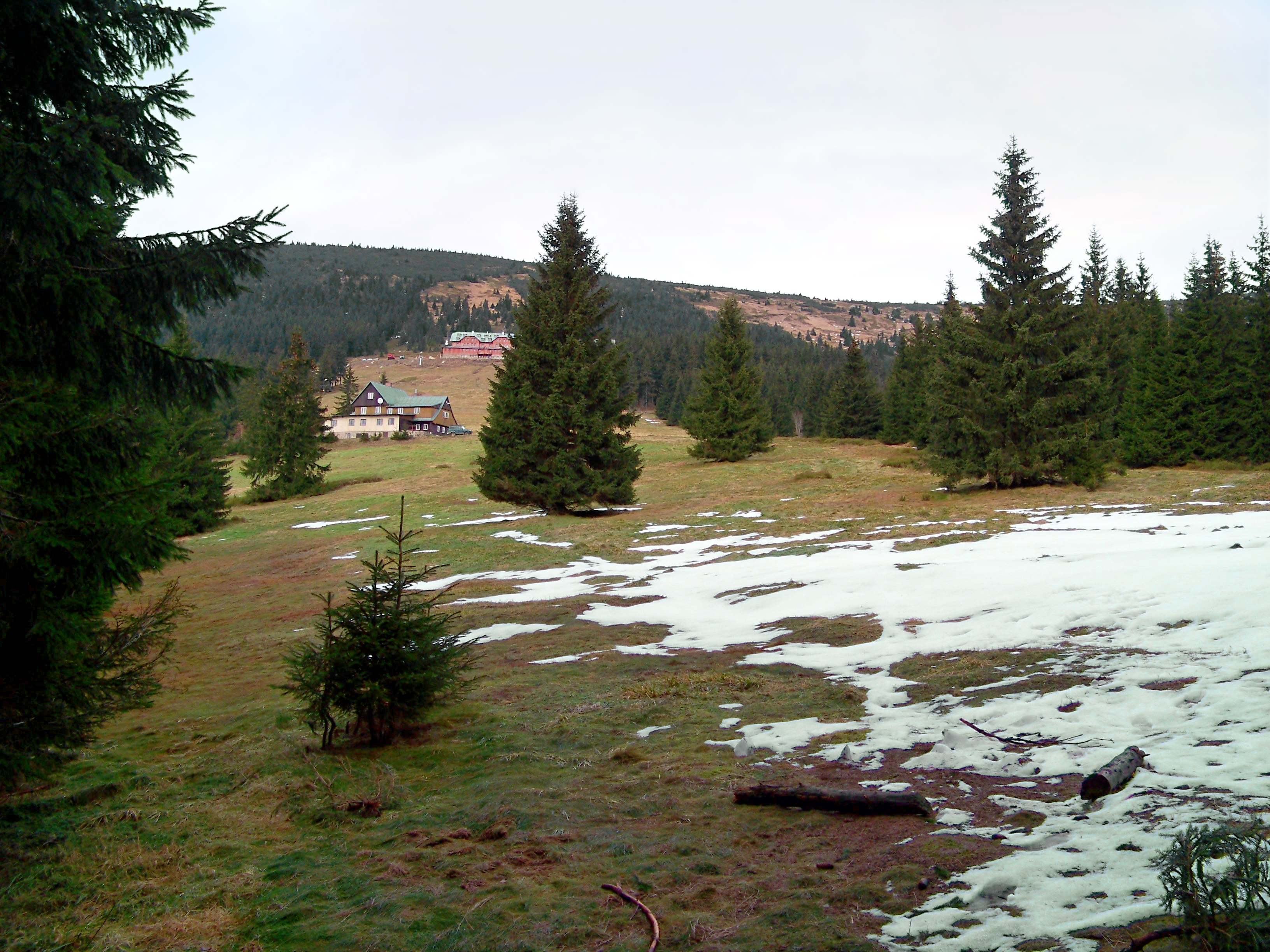
Blick auf den Lysá hora von unterhalb des Nordgipfels
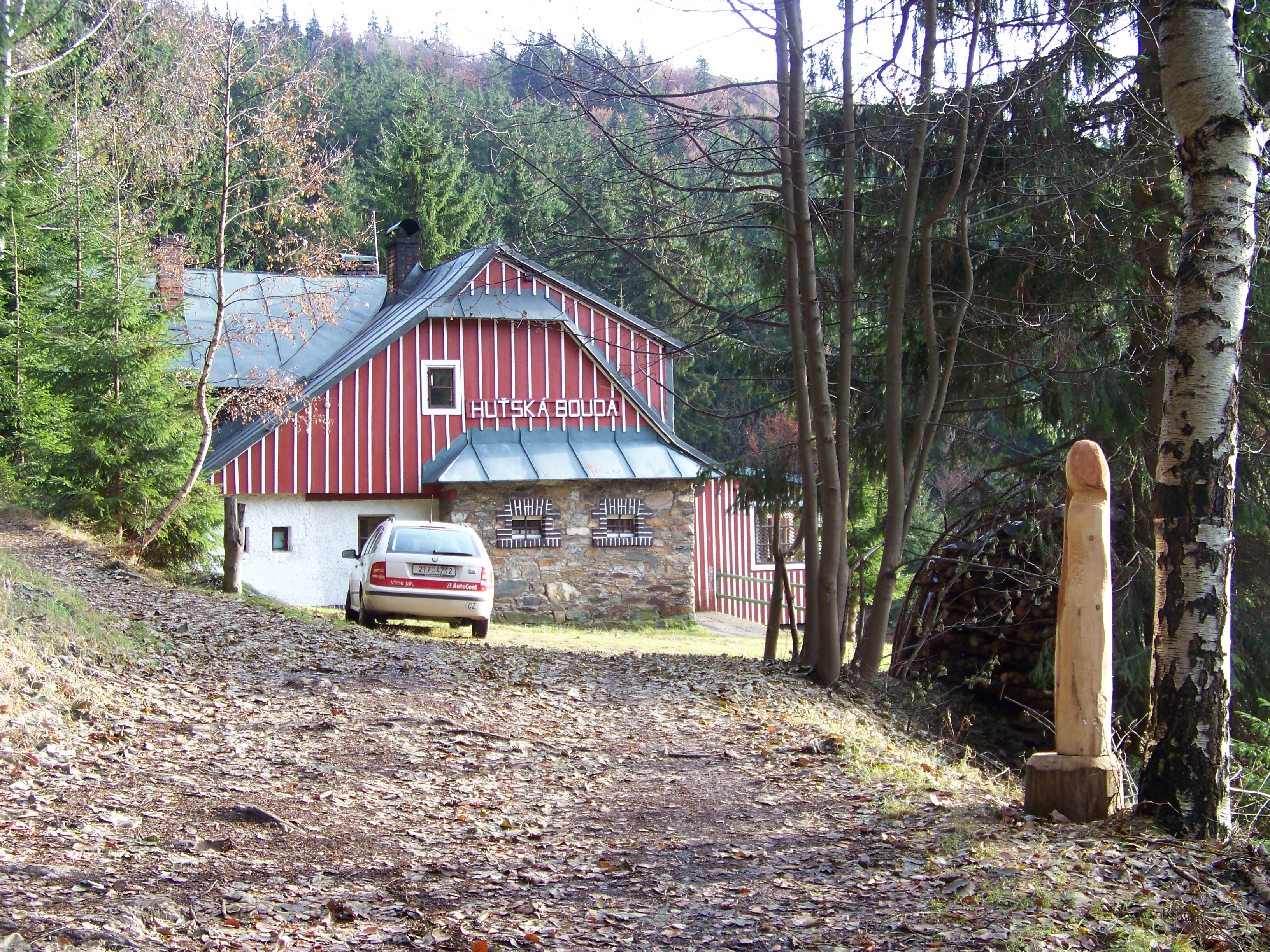
Die Huťská bouda und …
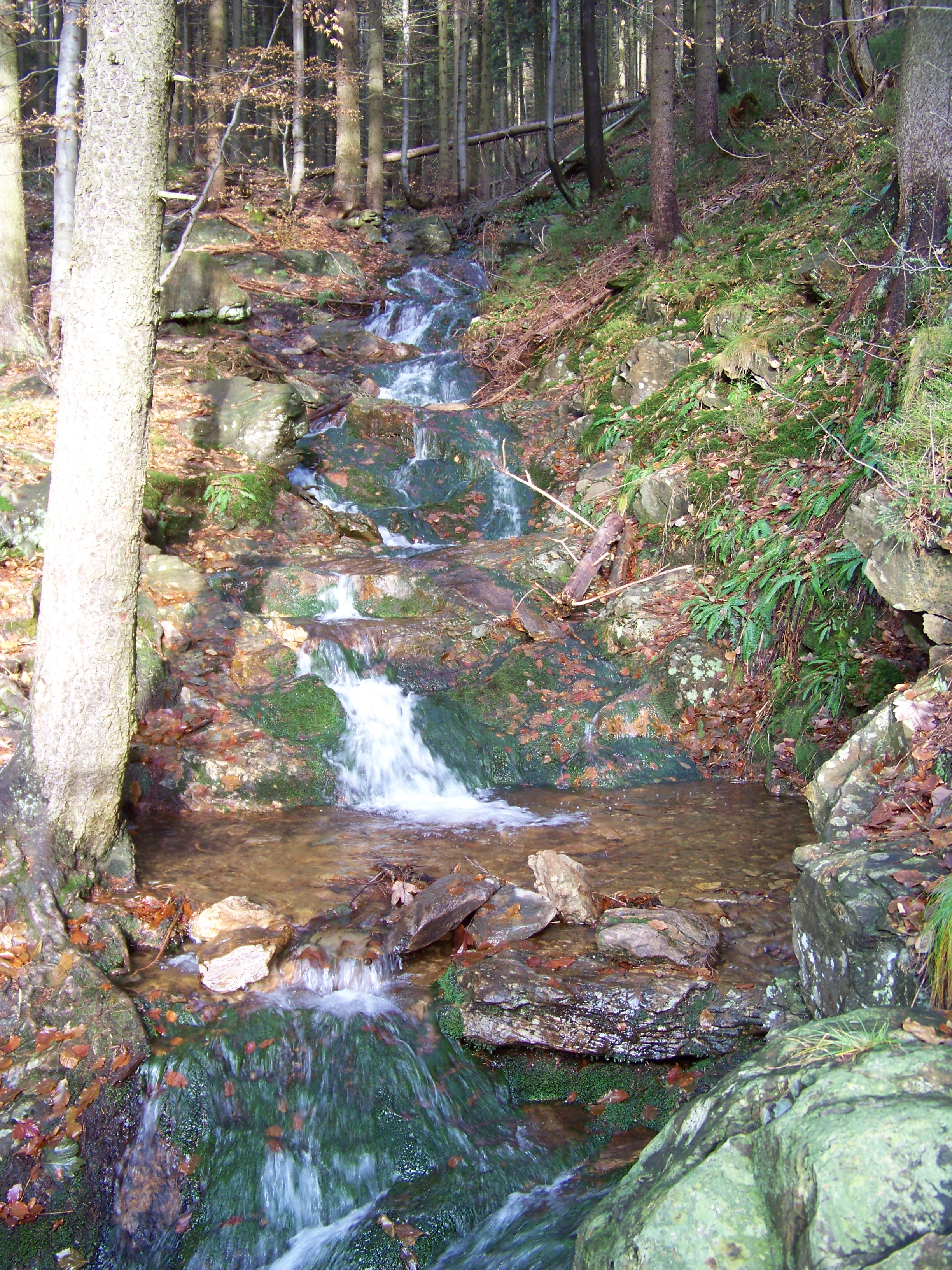
… der Hüttenbach in der Nähe
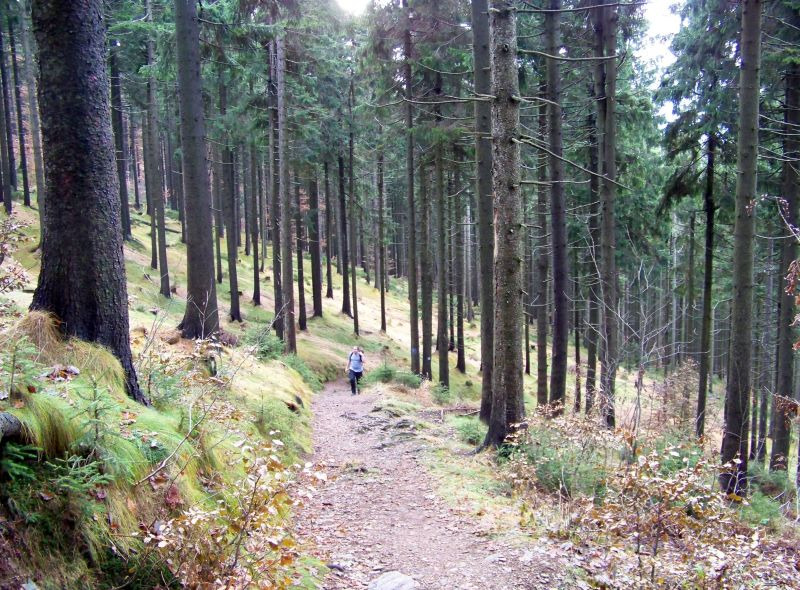
Anstieg aus dem Hüttenbachtal zum Sedlo pod Dvoračkami
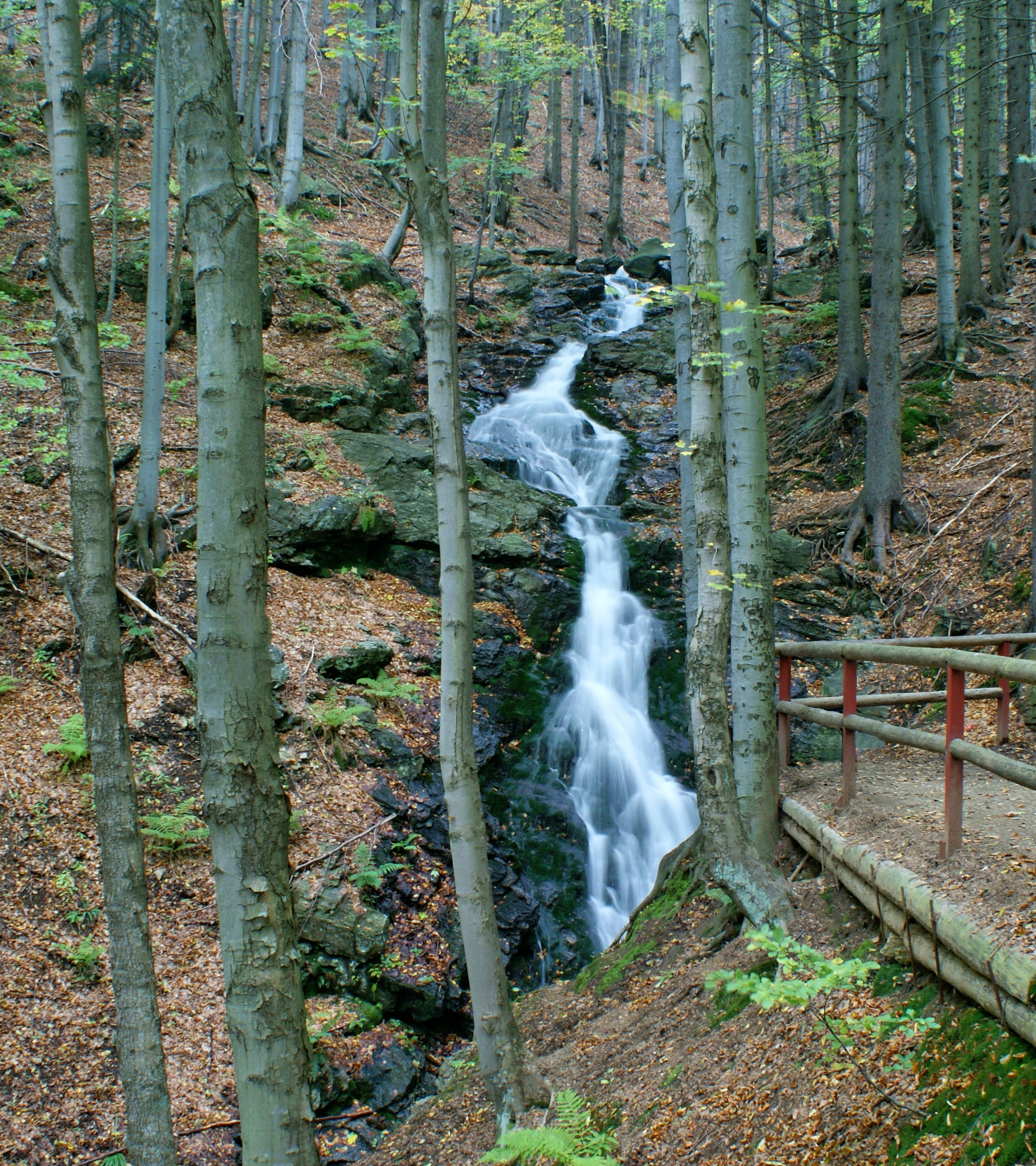
Der Hüttenbachfall

1) Das Bild zeigt von links nach rechts bzw. von West nach Ost die Berge Plešivec (deutsch Eisberg, 1210 m), Lysá hora (Bildmitte, 1344 m) und Kotel (deutsch Kesselkoppe, 1435 m).
Der Vlčí hřeben oberhalb der ausgedehnten Grünfläche in der Bildmitte hebt sich kaum vor dem etwas diesigen Hintergrund ab.